# Ohmefentanyl
Ohmefentanyl (β-Hydroxy-3-methylfentanyl) wurde als Isomerengemisch in der zweiten Hälfte der 1970er Jahre in China synthetisiert und 1981 erstmals in der wissenschaftlichen Literatur erwähnt. Vom Ohmefentanyl existieren insgesamt 8 Isomere, die sich beachtlich in ihrer Wirkung unterscheiden und in der Fachliteratur als F9201 bis F9208 bezeichnet werden. Die Wirkung der einzelnen Isomeren wurde in den 1980er und insbesondere 1990er Jahren intensiv untersucht. Das potenteste Isomer ist das (+)-(3R,4S,2`S)-Ohmefentanyl (F9204), das als Analgetikum die 6200–13.000-fache Potenz von Morphin zeigt. Beim opioidabhängigen Affen erreicht F9204 sogar die 20.000–50.000-fache Potenz von Morphin (komplette Unterdrückung des Entzugssyndroms).
Die einzelnen Isomere unterscheiden sich beachtlich in ihrer physischen Suchtpotenz, d. h. in ihrer Eigenschaft, unter analgetisch vergleichbar wirksamen Dosen körperliche Abhängigkeit zu induzieren. Zu beachten ist, dass das potenteste und wirksamste Isomer F9204 von allen Isomeren die geringste physische Suchtpotenz besitzt, die unter vergleichbaren Dosen auch deutlich niedriger ist als bei Morphin. Ein analgetisch inaktives Isomer (F9203) kann bei chronischer Gabe ebenfalls körperliche Abhängigkeit hervorrufen. Wegen dieser ungewöhnlichen Eigenschaften werden Ohmefentanyl-Isomere (ähnlich wie auch Dihydroetorphin) in der experimentellen Pharmakologie verwendet, um biochemische Mechanismen der Opioidabhängigkeit zu untersuchen.
Ohmefentanyl bindet selektiv an den µ-Opioidrezeptor. Trotz seiner enormen Potenz spielt es (im Gegensatz zu Carfentanil) bisher noch keine Rolle in der Veterinärmedizin.
Das 4"-Fluoranalogon (d. h. das Fluoratom wurde am Phenethyl-Ring eingefügt) des (3R,4S,2S)-Isomers ist noch stärker, mit einer analgetischen Potenz, die 18.000-fach höher ist als jene von Morphin. Mit einer Carboethoxy-Gruppe an der vierten Position des Piperidinrings wäre Ohmefentanyl sogar ein bis zu 30.000 mal stärkeres Schmerzmittel als Morphin.

## Körperliche Suchtpotenz von Ohmefentanyl-Isomeren: Biochemische Hintergründe und stereochemische Unterschiede
Die biochemischen Mechanismen, die der Entwicklung von körperlicher Abhängigkeit bei chronischer Opioidgabe zugrunde liegen, sind vielschichtig und bis heute nur teilweise verstanden. Allerdings hat die Forschung in den letzten 25 Jahren bedeutende Erkenntnisse erbracht, mit denen man diverse Phänomene der Opioidabhängigkeit ansatzweise erklären kann.
Ein signifikanter Mechanismus der Abhängigkeitsentwicklung bei chronischer Opioidgabe ist die Hochregulierung, bzw. Supersensitisierung der Adenylatcyclase. Die biochemischen Mechanismen, auf denen diese Hochregulierung und Supersensitisierung beruht, sind komplex und bisher nicht vollständig aufgeklärt. Abhängig von der genauen (Stereo)struktur des Opioids werden bis zu acht Typen der Adenylatcyclase unter akuter, bzw. chronischer Opioidgabe unterschiedlich reguliert. Einige Typen werden unter akuter Gabe über inhibitorische Opioidrezeptoren (Aktivierung von Gi/o-Proteinen) gehemmt und erfahren unter chronischer Opiodgabe eine Hochregulierung, bei anderen Typen verhält es sich umgekehrt.
Zusätzlich wird über exzitatorische Opioidrezeptoren (Aktivierung von Gs-Proteinen) die Adenylatcyclase stimuliert.
Durch chronische Opioidgabe wird die Balance zwischen Hemmung, Aktivierung und auch Aktivität der Adenylatcyclase aus dem Gleichgewicht gebracht. Bei Entzug des Opioids (oder einem Provokationstest mit dem Opioidantagonisten Naloxon) entfällt die Hemmwirkung und es resultiert ein Überschuss an cAMP. Bei den Ohmefentanyl-Isomeren variiert die Fähigkeit durch chronische Applikation und anschließende Gabe von Naloxon einen cAMP-Überschuss (also eine Deregulierung der Adenylatcyclase) zu provozieren sehr stark. So besitzt das analgetisch potenteste Isomer F9204 eine 2,7-fach höhere Rezeptorbindungsaffinität und eine 4,3-fach höhere analgetische Potenz als das Isomer F9202 (ED50 = 1,06 µg/kg : 4,6 µg/kg), F9202 hat aber eine 140 mal höhere physische Suchtpotenz als F9204 (kumulative ED50: 98,4 µg/kg : 0,7 µg/kg; Testmethode: Entzugsspringen bei Mäusen nach Gabe von Naloxon).
An Zellkulturen ist F9202 in Bezug auf die Hochregulierung der Adenylatcyclase 71,5 mal potenter als F9204.
Während F9204 ein Opioid mit einer vergleichsweise geringen physischen Suchtpotenz ist (geringer als Morphin), ist Isomer F9202 ein Opioid mit einer extrem hohen physischen Suchtpotenz (stärker als Morphin), relativ zur analgetischen Potenz. Diese Ergebnisse zeigen, dass der analgetischen Wirkung und der Induktion von physischer Abhängigkeit teilweise unterschiedliche Mechanismen zugrunde liegen.
Ähnlich verhält es sich beim Dihydroetorphin, dass in seiner analgetischen Potenz mit Ohmefentanyl-F9204 vergleichbar ist. Dihydroetorphin besitzt Tierversuchen und auch Erkenntnissen aus der Humanmedizin zufolge ein signifikant niedrigeres körperliches Suchtpotential als Morphin, obwohl es bei opioidabhängigen Affen bis zu 100.000 mal potenter als Morphin ist.
Dihydroetorphin (und Etorphin) haben ebenfalls eine viel geringere Potenz als Morphin, bei chronischer Gabe eine Hochregulierung und Supersensitisierung der Adenylatcyclase hervorzurufen.
Mit Dihydroetorphin kann eine körperliche Opioidabhängigkeit im Zeitraum von 7 bis 14 Tagen im Gegensatz zu den bisher angewandten Methoden (Ausschleichen von Methadon, Umstellen auf Buprenorphin und Ausschleichen von Buprenorphin oder Anwendung von alpha-Agonisten wie Clonidin oder Lofexidin) recht problemlos und ohne Auftreten von signifikanten körperlichen Entzugssymptomen beendet werden.
Bemerkenswert ist, dass nach einer 7–14-tägigen Substitutionsphase unmittelbar nach dem Absetzen (Ausschleichen) von Dihydroetorphin ein Naloxon-Provokationstest negativ bleibt (oder nur ein minimaler Rebound zu verzeichnen ist), während nach dem Absetzen von klassischen Opioiden auch noch Tage später eine heftige Reaktion auf Naloxon erfolgt.
Die ungewöhnliche Wirkung von Dihydroetorphin beruht unter anderem auf der selektiven Blockierung der Gs-gekoppelten, exzitatorischen µ-Opioidrezeptoren - bei gleichzeitiger Aktivierung inhibitorischer Rezeptoren, während ausnahmslos alle medizinisch angewendeten Opioide bimodal wirken und sowohl inhibitorische wie auch exzitatorische Rezeptoren aktivieren und letztere bei chronischer Opiodgabe eine Supersensitisierung erfahren. Die Supersensitisierung der exzitatorischen Rezeptoren ist ein bedeutender Schlüsselmechanismus der Opioidabhängigkeit, der in der Literatur als "exzitatorische Supersensibilität" bezeichnet wird. Ob das geringere Suchtpotential von Ohmefentanyl-F9204 wie beim Dihydroetorphin auch auf einer selektiven Blockierung exzitatorischer Opioidrezeptoren beruht, ist bisher allerdings nicht bekannt.
Ohmefentanyl-Isomere: Analgetische ED50, analgetische Potenz (Morphin = 1), kumulative ED50 (zur Induktion körperlicher Abhängigkeit) und Abhängigkeitsindex im Vergleich zu Morphin
| Isomer-Code | Konfiguration        | analgetische ED50 (µg/kg)(A) | Potenz | kumulative ED50 (µg/kg)(B) | Abhängigkeitsindex (B/A) |
| ----------- | -------------------- | ---------------------------- | ------ | -------------------------- | ------------------------ |
| F9201       | (+)-cis-(3S,4R,2S)   | 10.000                       | 0,68   | >60.000                    | >6                       |
| F9202       | (−)-cis-(3R,4S,2R)   | 4,6                          | 1478   | 0,7                        | 0,15                     |
| F9203       | (−)-cis-(3S,4R,2R)   | >10.000                      | <0,68  | 9941                       | <1                       |
| F9204       | (+)-cis-(3R,4S,2S)   | 1.06                         | 6415   | 98,1                       | 92,8                     |
| F9205       | (+)-trans-(3S,4S,2S) | 14                           | 486    | 30,3                       | 2,1                      |
| F9206       | (−)-trans-(3R,4R,2R) | 72                           | 94     | 361                        | 5,0                      |
| F9207       | (+)-trans-(3S,4S,2R) | 75                           | 91     | 383                        | 5,1                      |
| F9208       | (−)-trans-(3R,4R,2S) | 9,7                          | 701    | 44,5                       | 4,6                      |
| Morphin     | –                    | 6800                         | 1      | 513.000                    | 75,4                     |

Ohmefentanyl-Isomere: µ-Rezeptorbindungsaffinität und EC50 Wert zur Induktion eines Naloxon-provozierten cAMP-Überschusses (50 % des Maximums)
| Isomer-Code | Konfiguration        | Bindung Ki (nM)(A) | cAMP-Überschuss, EC50 (nM)(B) | Abhängigkeitsindex (A/B) |
| ----------- | -------------------- | ------------------ | ----------------------------- | ------------------------ |
| F9202       | (−)-cis-(3R,4S,2R)   | 4,47 ± 1,08        | 5,02 ± 2,36                   | 0,89                     |
| F9204       | (+)-cis-(3R,4S,2S)   | 1,66 ± 0,28        | 359 ± 65                      | 0,0046                   |
| F9205       | (+)-trans-(3S,4S,2S) | 3,71 ± 1,25        | 16,5 ± 13,0                   | 0,22                     |
| F9206       | (−)-trans-(3R,4R,2R) | 16,7 ± 2,0         | 318 ± 60                      | 0,053                    |
| F9207       | (+)-trans-(3S,4S,2R) | 29,9 ± 4,1         | 520 ± 75                      | 0,058                    |
| F9208       | (−)-trans-(3R,4R,2S) | 4,00 ± 0,1         | 80,1 ± 0,2                    | 0,050                    |

## Psychische Suchtpotenz von Ohmefentanyl-Isomeren: positive Verstärkung (Reinforcement)
Alle Ohmefentanyl-Isomere haben bei Mäusen in Relation zur analgetischen Dosis eine geringere psychische Suchtpotenz als Morphin (Testmethode: konditionierte Platzpräferenz).  Daraus kann geschlussfolgert werden, dass die zum Missbrauch verleitenden psychischen Effekte (Entspannung, Gefühl der Zufriedenheit, Euphorie) geringer ausgeprägt sind, als bei Morphin.
Ohmefentanyl-Isomere: ED50 (Analgesie), analgetische Potenz (Morphin = 1), ED50 (konditionierte Platzpräferenz) und Abhängigkeitsindex im Vergleich zu Morphin
| Isomer-Code | Konfiguration        | analgetische ED50 (µg/kg)(A) | Potenz | Platzpräferenz ED50 (µg(kg)(B) | Abhängigkeitsindex (A/B) |
| ----------- | -------------------- | ---------------------------- | ------ | ------------------------------ | ------------------------ |
| F9202       | (−)-cis-(3R,4S,2R)   | 4,6                          | 1478   | 7                              | 0,66                     |
| F9204       | (+)-cis-(3R,4S,2S)   | 1,06                         | 6415   | 2                              | 0,53                     |
| F9205       | (+)-trans-(3S,4S,2S) | 14                           | 486    | 32                             | 0,44                     |
| F9206       | (−)-trans-(3R,4R,2R) | 72                           | 94     | 192                            | 0,38                     |
| F9207       | (+)-trans-(3S,4S,2R) | 75                           | 91     | 157                            | 0,48                     |
| F9208       | (−)-trans-(3R,4R,2S) | 9,7                          | 701    | 30                             | 0,32                     |
| Morphin     | –                    | 6800                         | 1      | 5300                           | 1,28                     |